# Mataragüis
Mataragüis es una isla y también un  barrio rural del municipio filipino de quinta categoría de Agutaya perteneciente a la provincia de Paragua en Mimaro, Región IV-B.

## Geografía
Este barrio  se encuentra en situado la isla del mismo nombre situada  en el mar de Joló en las Islas de Cuyos, archipiélago formado por cerca de 45 islas situadas al noreste de la isla de Paragua (Puerto Princesa), al sur de Mindoro (San José) y al oeste de la de Panay (Iloílo).
Su término ocupa la isla del mismo nombre que se encuentra situada 9 kilómetros al norte de la isla de Siparay, 17 kilómetros al este de la isla de Agutaya y 13 kilómetros al sureste de la isla de Maracañao.

### Demografía
El barrio  de Mataragüis contaba en mayo de 2010 con una población de 279 habitantes.